# Société publique locale d'exploitation des transports publics et des services à la mobilité de l'agglomération paloise
Pour les articles homonymes, voir STAP.
La Société publique locale d'exploitation des transports publics et des services à la mobilité de l'agglomération paloise (SPL STAP), en assistance technique par le groupe Keolis, gère depuis 1980, pour le compte du Syndicat mixte des transports urbains Pau-Porte des Pyrénées, le réseau d'autobus Idelis de la communauté d'agglomération de Pau Béarn Pyrénées.

## Organisation
Dans les transports en commun de l'agglomération paloise, la SPL STAP s'occupe d'exploiter le réseau de transports en commun de Pau, mandatée par le Syndicat mixte Pau Béarn Pyrénées Mobilités qui est l'autorité organisatrice de transports de l'agglomération.
La SPL STAP a pour actionnaires la ville de Pau et le Syndicat mixte Pau Béarn Pyrénées Mobilités.
La SPL STAP dispose d'une assistance technique assurée par le groupe Keolis.

## Ses différentes missions
Sa principale mission est d'exploiter le réseau de transport en commun de l'agglomération, mais elle doit aussi :
- proposer des retours d'expérience lié à cette mission au Syndicat mixte des transports urbain Pau-Porte des Pyrénées afin de développer l'offre de transport ;
- exploiter les différents modes de déplacements alternatifs à la voiture particulière (IDElib', IDEcycle, etc.)

## Le SMPBPM
Créé le 2 avril 2010, le Syndicat mixte Pau Béarn Pyrénées Mobilités (anciennement Syndicat Mixte des Transports Urbains Pau Porte des Pyrénées) définit l'offre des transports (tracé des lignes, fréquence de passage… ), définit la politique tarifaire, supporte les gros investissements et contrôle la gestion de l'exploitant.
La SPL STAP, pour sa part, conseille et renseigne la collectivité, assure la gestion du réseau, veille à son bon fonctionnement et met en œuvre tous les éléments susceptibles de contribuer au développement de l'utilisation des transports en commun : formation du personnel, démarche qualité, politique commerciale, études générales.

## Chronologie historique
La SPL STAP est créée en 1980, sous son nom d'origine: Société des transports de l'agglomération paloise, abrégé en STAP.
Depuis le 1er janvier 2010, une convention de délégation de service public lie la STAP à son autorité organisatrice, le SMTUPPP pour une période de 6 ans.
Le 3 juillet 2010, le réseau STAP devient Idelis.
En 2017, la Société des transports de l'agglomération paloise change de statut et de nom pour devenir la Société publique locale d'exploitation des transports publics et des services à la mobilité de l'agglomération paloise, abrégée en SPL STAP.
| Période | Période          | Identité             | Étiquette | Qualité                                                  |
| ------- | ---------------- | -------------------- | --------- | -------------------------------------------------------- |
| 1980    | 1999             | André Magre          | PS        | Président-fondateur de la Stap. Adjoint au maire de Pau. |
| 1999    | 2008             | Louis Luchini        | PS        | Président de la Stap. Maire de Jurançon.                 |
| 2008    | 2014             | Jean-Michel Tissanié | PS        | Président de la Stap. Maire de Gan.                      |
| 2014    | 2016             | François Bayrou      | MoDem     | Président de la Stap. Maire de Pau.                      |
| 2017    | 2019 suite décès | Jean-Paul Brin       | MoDem     | Président de la Stap. 1er adjoint au Maire de Pau.       |

## Historique du logo

Logo de 1980 à 2000.
Logo de 2000 à 2010.
Logo de 2010 à 2019.
Logo sans le slogan
Logo depuis 2019